# Triangle de Sarra

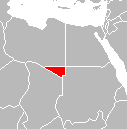
Le triangle de Sarra (en rouge) surimposé aux frontières d'États actuelles.

Le Triangle de Sarra est un territoire désertique, faisant aujourd'hui partie du district libyen de Koufrah, initialement conquis par la Grande-Bretagne et annexé au Soudan anglo-égyptien. En 1934, un accord conclu entre le Royaume-Uni et le royaume d'Italie attribue le territoire à la Libye italienne,.
Le territoire abrite une oasis mineure appelée Maaten al-Sarra, qui lui a donné son nom.

## Frontières

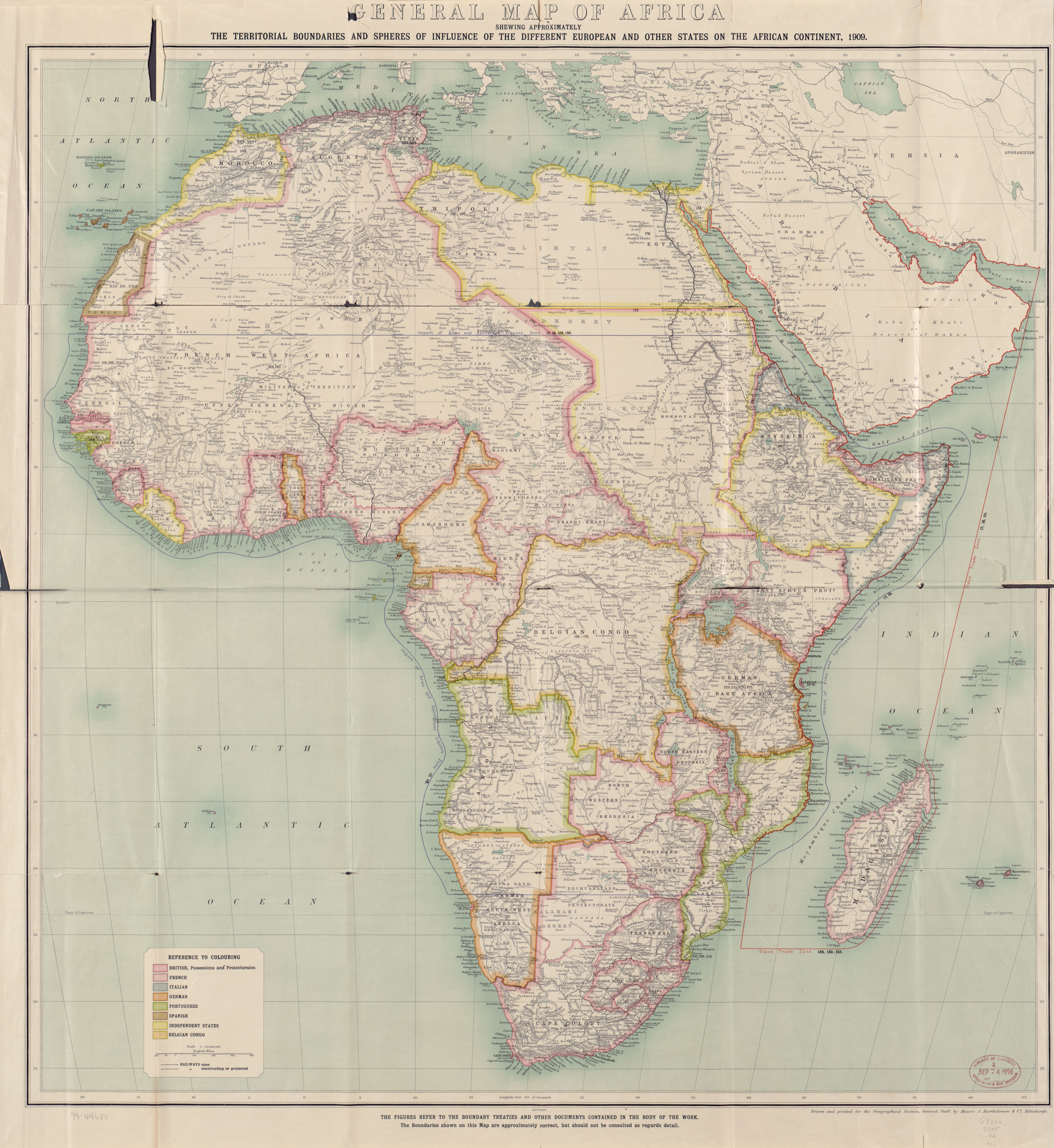
Carte de l'Afrique en 1909 ; le triangle de Sarra, à l'époque anglo-égyptien, y est visible.

L'angle nord-ouest du condominium anglo-égyptien du Soudan formait une zone triangulaire dont le sommet était orienté vers l'ouest. Cette zone était communément appelée le triangle de Sarra, du nom de l'oasis de Sarra, sise dans la partie occidentale de la zone.
La frontière en fut délimitée au long du 22e parallèle nord par un accord signé au Caire le 19 janvier 1899, entre le gouvernement de la Grande-Bretagne et le gouvernement du Khédivat d'Égypte, mais sans fixer sa limite occidentale. Cependant, un accord italo-égyptien ultérieur (1925) permit d'établir la limite méridionale de la frontière égypto-libyenne à 22° nord 25° est, et l'extrémité occidentale de cette même frontière au long du 22e parallèle Nord sur même point.
Le deuxième côté du triangle (le plus méridional) constitue aujourd'hui encore la frontière actuelle entre le Tchad et la Libye ; il fut établi par une déclaration anglo-française du 21 mars 1899 et une convention anglo-française datant du 8 septembre 1919.
Les frontières actuelles furent établies par un accord signé à Rome le 20 juillet 1934. La frontière ainsi établie par l'accord transféra l'administration du triangle de Sarra du Soudan anglo-égyptien à la Libye italienne, lui ajoutant ainsi environ 30 000 kilomètres carrés de superficie,.

## Contexte historique
La revendication italienne du triangle de Sarra se fondait sur une interprétation propre de la déclaration anglo-française du 21 mars 1899 (fixant les frontières entre le Soudan sous condominium anglo-égyptien et le Tchad français) et sur l'idée selon laquelle l'Italie avait hérité des droits ottomans sur le triangle.
Dans le contexte géopolitique de l'époque, la cession du triangle de Sarra du Soudan anglo-égyptien à la Libye italienne était considérée par les Britanniques comme une façon facile d'apaiser les tentatives impérialistes de Mussolini. Pour les Britanniques, cette zone désertique était en effet sans valeur. Pour les italiens en revanche, il s'agissait d'une étape importante pour les avions qui pouvaient ainsi rejoindre l'Afrique Orientale depuis la Libye sans avoir à atterrir en territoire étranger ; en outre, les puits de la Sarra étaient situés sur la route des caravanes menant aux régions centrales de l'Afrique.